# Blade (Angekündigter Film)
Blade ist ein angekündigter US-amerikanischer-Fantasy-Abenteuer-Actionfilm. Es handelt sich um einen Spielfilm innerhalb des Marvel Cinematic Universe (MCU) und um ein Reboot des gleichnamigen Films aus dem Jahr 1998. In der Hauptrolle des Blade wird Mahershala Ali zu sehen sein. Der Film befindet sich aktuell in der Entwicklungshölle.

## Handlung
Die Handlung orientiert sich am Film Blade von 1998 (siehe: Blade: Handlung). Blade ist halb Mensch und halb Vampir, seine Mutter wird bei seiner Geburt von einem Vampir gebissen und stirbt, dabei wird er zum „Daywalker“ (Deutsch: Tagläufer), was bedeutet, dass er unempfindlich gegen Sonnenlicht ist. Er hat trotzdem den Blutdurst, den andere Vampire auch haben. Aufgrund des Todes seiner Mutter will er sich an den Vampiren rächen und jagt sie, um sie zu töten.

## Produktion
Im Juli 2011 gab Joe Quesada bekannt, dass Marvel die Filmrechte für Blade wiedererlangt hat.
Am 11. Oktober 2016 bekundete Kevin Feige Interesse daran, Blade schließlich in das Marvel Cinematic Universe einzuführen und erklärte: “He’s a really fun character. We think this movie going into a different side of the universe would have the potential to have him pop up, but between the movies, the Netflix shows, the ABC shows there are so many opportunities for the character to pop up as you’re now seeing with Ghost Rider on Agents of S.H.I.E.L.D..”
Am 20. Juli 2019 gab Kevin Feige auf der San Diego Comic-Con 2019 bekannt, dass ein Blade-Film in Entwicklung sei und Mahershala Ali die Titelfigur darstellen werde.
Am 5. Februar 2021 berichtete The Hollywood Reporter, dass Stacy Osei-Kuffour angefragt wurde, um das Drehbuch des Films zu schreiben.
Am 1. März 2021 wurde berichtet, dass die Produktion des Films im September beginnen und voraussichtlich im Dezember in Atlanta abgeschlossen werden soll. Der Produktionsbeginn des Films wurde auf Juli 2022 verschoben, um mehr Zeit für die Entwicklung des Drehbuchs zu schaffen. Zuerst sollte Bassam Tariq Regie führen, doch er trat wegen der vielen Produktionsverschiebungen als Regisseur zurück und arbeitet nun als Executive Producer weiter. Später wurde Yann Demange als Regisseur und Michael Starburry als Drehbuchautor beauftragt.
Im April 2023 gab Marvel bekannt, dass Mia Goth im Film zu sehen sein wird. Im Januar 2024 verließ Yann Demange aus unbekannten Gründen das Projekt.

## Veröffentlichung
Die Veröffentlichung des Films war eigentlich für den 3. November 2023 geplant, doch durch die vielen Produktionspausen wurde der Film zunächst auf den 6. September 2024 verschoben. Dies hatte zur Folge, dass Deadpool & Wolverine, Fantasic Four und Avengers: Secret Wars auch verschoben wurden. Im Zuge der Streiks der Gewerkschaften WGA und SAG-AFTRA wurde Blade erneut verschoben, diesmal auf den 7. November 2025. Der Veröffentlichungstermin wurde im Oktober 2024 wieder gestrichen, aktuell befindet sich der Film in der Entwicklungshölle.